# IUCLID
IUCLID (ang. International Uniform Chemical Information Database) – narzędzie służące do wprowadzania, gromadzenia, przeglądania i wymiany informacji o niebezpiecznych właściwościach chemikaliów.
Jest to główne narzędzie służące do przedkładania dokumentacji technicznej do Europejskiej Agencji Chemikaliów na potrzeby rozporządzenia REACH.